# Malhostický rybník
Malhostický rybník je přírodní rezervace severovýchodně od obce Rtyně nad Bílinou v okrese Teplice. Chráněné území zaujímá stejnojmenný rybník (a jeho břehy) mezi Rtyní a Malhosticemi. Přírodní rezervace je ve správě Krajského úřadu Ústeckého kraje.

## Předmět ochrany
Důvodem ochrany je ojedinělá ornitologická lokalita s výskytem 128 druhů ptáků např. luňák hnědý (Milvus migrans), morčák velký (Mergus merganser), rybák černý (Chlidonias niger), bukáček malý (Ixobrychus minutus), strnad luční (Emberiza calandra) a orlovec říční (Pandion haliaetus), z toho 42 zde hnízdí a 48 druhů je zvláště chráněno, 6 druhů v kategorii kriticky ohrožených, 21 druhů silně ohrožených a 21 druhů ohrožených.